# Kottmar (Gemeinde)
Die Gemeinde Kottmar ist eine Einheitsgemeinde im Süden des ostsächsischen Landkreises Görlitz zwischen Zittau und Löbau, die zum 1. Januar 2013 aus der Fusion der drei umliegenden Gemeinden des Berges Kottmar entstand. Da keine Eingemeindung zum Vorteil einer der Gemeinden stattfand, wurde die Bildung einer neuen Gemeinde unter diesem Namen notwendig. Die Gemeinde sitzt im Ortsteil Eibau und ist mit ca. 7200 Einwohnern die größte nichtstädtische Gemeinde des Landkreises.

## Geographie

### Geographische Lage
Die Gemeinde liegt im Süden der Oberlausitz und bildet teilweise einen Übergang vom Oberlausitzer Bergland zur Östlichen Oberlausitz. Sie liegt zentral zwischen Löbau und Zittau. Während der niedrigste Punkt in Ottenhain bei 295 m ü. NN liegt, befindet sich der höchste Punkt auf dem Hausberg, dem Kottmar mit 583 m ü. NN. Auf diesem befindet sich ebenfalls eine der drei Spreequellen. Da es sich hierbei um die am höchsten gelegene handelt, wird sie auch als Hauptader bezeichnet; die anderen beiden befinden sich in der angrenzenden Stadt Ebersbach-Neugersdorf.

### Nachbargemeinden
An die Gemeinde Kottmar grenzen Dürrhennersdorf und Großschweidnitz im Nordwesten, Löbau im Norden, Rosenbach im Nordosten, Herrnhut im Osten, Oderwitz im Südosten, Leutersdorf im Süden und Ebersbach-Neugersdorf und Neusalza-Spremberg im Westen.

### Gemeindegliederung
Die Gemeinde besteht aus den sieben Ortsteilen Eibau, Kottmarsdorf, Neueibau, Niedercunnersdorf, Obercunnersdorf, Ottenhain und Walddorf. Die Gemeindeteile Kottmarhäuser und Löbauer Wiese gehören zu Eibau und sind keine amtlich definierten Ortsteile.

## Geschichte
Während die Gemeindeteile im Norden, wie Nieder- und Obercunnersdorf bereits 1221 als Cunradisdorf erwähnt wurden, und auch die Orte Kottmarsdorf (1306 als Khotdmersdorpp) und Ottenhain (1317 als Ottenhayn) Anfang des 14. Jahrhunderts mit einer urkundlichen Erwähnung folgten, wurden die südlichen Teile erst später erwähnt, bzw. gegründet. Eibau, welches als Kirchdorf 1352 erstmals erwähnt wurde, existiert damit bereits ähnlich lang, wie Cunnersdorf, welches erst ab etwa 1450 in Nieder-, Neu- und Obercunnersdorf gegliedert wurde. Walddorf (Walddörfel) erhielt erst 1691 eine Gründungsgenehmigung vom Kurfürsten, Neueibau etwas später, um 1714.
Alle Orte, außer den neueren Ortsteilen Walddorf und Neueibau, sind als Waldhufendörfer angelegt; außerdem sind alle Orte geprägt von der früheren Leinenweberei und bekannt für den großen Umgebindehausbestand, wofür Obercunnersdorf bereits von der UNESCO den Ehrennamen Denkmalort erhielt.
Eibau erlangte vor allem mit der seit 1810 bestehenden Landbrauerei, welche heute unter dem Namen Privatbrauerei Eibau i.Sa. firmiert, überregionale Bekanntheit.
Am 1. Januar 2013 fusionierten die Gemeinden Obercunnersdorf, Niedercunnersdorf und Eibau zur neuen Gemeinde Kottmar.

## Politik

### Gemeinderat
Seit der Gemeinderatswahl am 9. Juni 2024 verteilen sich die 22 Sitze des Gemeinderates folgendermaßen auf die einzelnen Gruppierungen:
- Bürger für Kottmar (BfK): 16 Sitze
- AfD: 4 Sitze
- CDU: 2 Sitze

| Gemeinderat ab 2024Insgesamt 22 Sitze - BfK: 16 - CDU: 2 - AfD: 4 | Liste              | 2024   | 2024   | 2019   | 2019   | 2014   | 2014   |
| Gemeinderat ab 2024Insgesamt 22 Sitze - BfK: 16 - CDU: 2 - AfD: 4 | Liste              | Sitze  | in %   | Sitze  | in %   | Sitze  | in %   |
| Gemeinderat ab 2024Insgesamt 22 Sitze - BfK: 16 - CDU: 2 - AfD: 4 | Bürger für Kottmar | 16     | 72,2   | 16     | 68,5   | 15     | 63,3   |
| Gemeinderat ab 2024Insgesamt 22 Sitze - BfK: 16 - CDU: 2 - AfD: 4 | AfD                | 4      | 20,8   | 3      | 15,7   | –      | –      |
| Gemeinderat ab 2024Insgesamt 22 Sitze - BfK: 16 - CDU: 2 - AfD: 4 | CDU                | 2      | 7,0    | 2      | 10,9   | 5      | 21,9   |
| Gemeinderat ab 2024Insgesamt 22 Sitze - BfK: 16 - CDU: 2 - AfD: 4 | Linke              | –      | –      | 1      | 4,9    | 2      | 8,6    |
| Gemeinderat ab 2024Insgesamt 22 Sitze - BfK: 16 - CDU: 2 - AfD: 4 | SPD                | –      | –      | –      | –      | –      | 3,3    |
| Gemeinderat ab 2024Insgesamt 22 Sitze - BfK: 16 - CDU: 2 - AfD: 4 | NPD                | –      | –      | –      | –      | –      | 3,0    |
| Gemeinderat ab 2024Insgesamt 22 Sitze - BfK: 16 - CDU: 2 - AfD: 4 | Wahlbeteiligung    | 72,8 % | 72,8 % | 68,2 % | 68,2 % | 58,0 % | 58,0 % |

### Bürgermeister
Bürgermeister der Gemeinde Kottmar ist Michael Görke.
Bei der Bürgermeisterwahl am 24. März 2013 konnte sich der ehemalige Bürgermeister der Gemeinde Eibau mit Mehrheit der Stimmen gegen Dolores Weidner aus Obercunnersdorf durchsetzen. Beide sind parteilos.
Während die Wahlbeteiligung bei 58,2 % lag, stimmten 68,4 % der Wähler für Görke und 31,6 % für seine Mitbewerberin Weidner.
| Wahl        | Bürgermeister      | Vorschlag | Wahlergebnis (in %) |
| ----------- | ------------------ | --------- | ------------------- |
| 2020        | Michael René Görke | Görke     | 96,3                |
| 2013        | Michael René Görke | Görke     | 68,4                |
| Neugründung |                    |           |                     |

### Wappen
| Wappen von Kottmar | Blasonierung: „Ein silberner Herzschild mit grüner Majuskel „K“ liegt auf einem in Blau und Gold gespaltenen Schild. Rechts ein dreistufiger goldenen Turm mit schwarzem Tor und Fenster und links zwei phahlweis gestellte sieben grüne Tannenspitzen.“ |
| Wappen von Kottmar | |

### Städtepartnerschaften
Die Gemeinde übernimmt die Partnerschaften ihrer Vorgänger. Dies sind im Einzelnen die deutsche Gemeinde Sulzbach-Laufen, der Ortsteil Walddorf der Stadt Altensteig und die Gemeinden Walddorfhäslach und Deggingen, alle vier befinden sich in Baden-Württemberg; außerdem die Städte Krásná Lípa (Schönlinde) in Tschechien und Świerzawa (Schönau an der Katzbach) in Polen.

## Kultur und Sehenswürdigkeiten

### Museen
In Kottmar gibt es eine große Auswahl an Museen, welche die jeweilige Dorfgeschichte veranschaulichen oder von der früheren Arbeit der Leinenweberei berichten.
- Heimat- und Humboldtmuseum im Faktorenhof Eibau (bis 2012 auf dem Beckenberg, zwischen 1864 und 1945 entstanden; innerhalb der Sammeltätigkeit eines naturwissenschaftlich orientierten Heimatvereins, dem Humboldtverein von Alteibau; Ausstellung der Ortsgeschichte, einer Naturaliensammlung sowie Kuriositäten, Raritäten und zwei beweglichen Weihnachtskrippen)[7][8]
- Friseurmuseum Kottmarsdorf (in Kottmarsdorf) (am 11. November 2000 eröffnet, 2016 dauerhaft geschlossen[9][10]; zeigte altes Interieur von Frisiersalons und die Werkzeuge der Friseure vergangener Zeiten.)
- „Pfarrer-Heinz-Leßmann-Stube“ (in Obercunnersdorf) (Museumsheimatstube im Bibliothekshaus, erhielt 2003 zur Erinnerung an das Obercunnersdorfer Original Heinz Leßmann (1903–1983), den Namen „Pfarrer-Heinz-Leßmann-Stube“)[11]
- Schunkelhaus (in Obercunnersdorf)
- Feuerwehrmuseum (in Niedercunnersdorf)
- Museum Alte Weberstube (in Niedercunnersdorf)
- Technisches Museum (in Niedercunnersdorf)
- Schulmuseum (in Ottenhain)
- Landwirtschaftliche Sammlung (in Ottenhain)

### Bauwerke

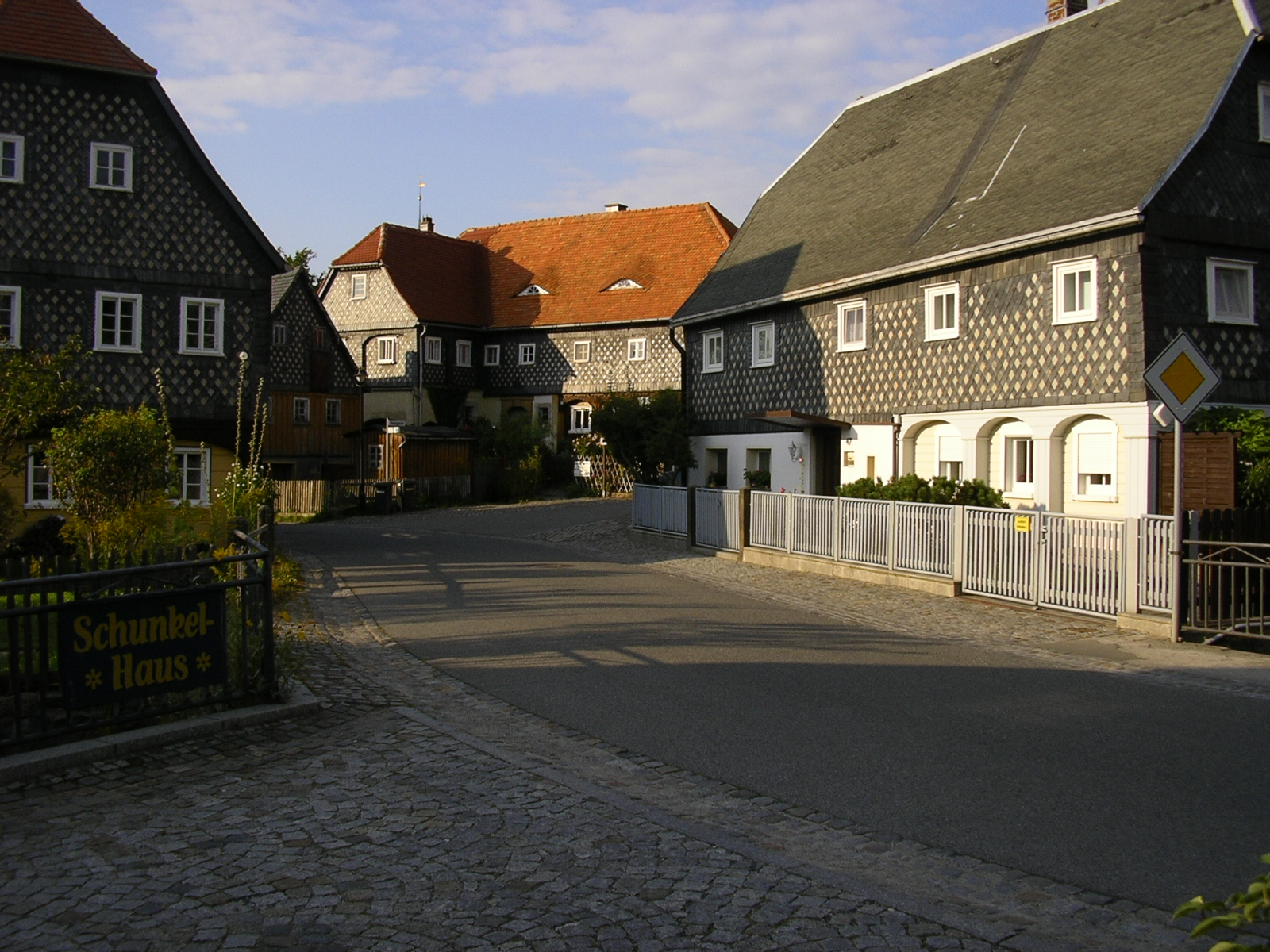
Das Straßenbild des Ortsteils Obercunnersdorf wird bestimmt durch das außerordentlich dichte Ensemble von über 250 schiefergedeckten Umgebindehäusern

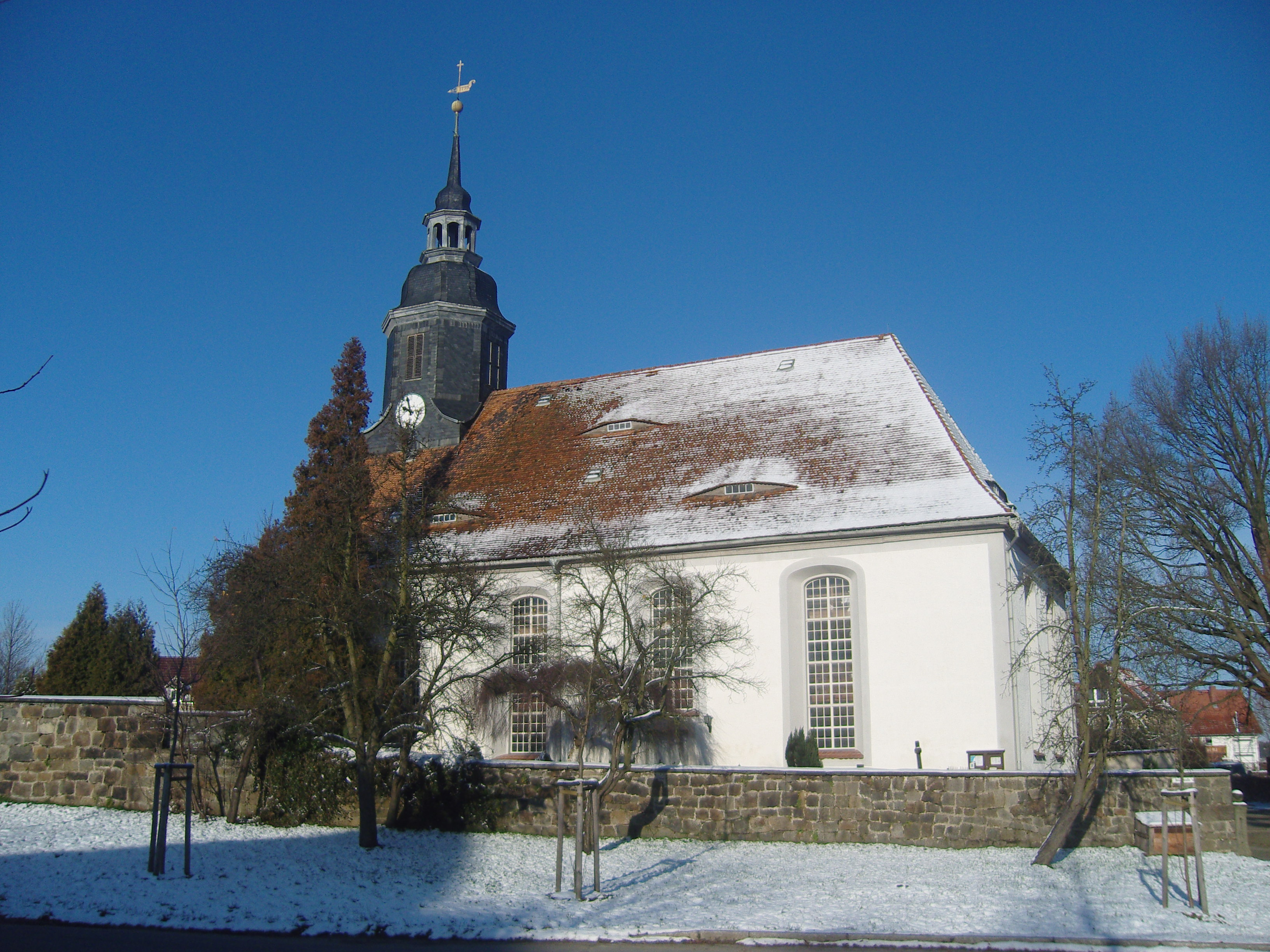
Kirche in Niedercunnersdorf

- Beckenbergbaude mit Haubenturm (erbaut 1905)
- Aussichtsturm auf dem Kottmar
- Dorfkirche Eibau (barocke Kirche, von 1703 bis 1707 erbaut; gilt als zweitgrößte Dorfkirche der Oberlausitz; 1702 Zittauer Ratsbeschluss zum Neubau, Grundsteinlegung am 19. Juni 1703, am 27. September 1707 erster Gottesdienst, der Kirchturmbau begann 1709 und wurde am 23. Juli 1710 fertiggestellt; 1751 musste er nach einem Blitzeinschlag samt Geläut und Uhrwerk neu errichtet werden)
- Spreequelle am Kottmar
- In Kottmarsdorf ist eine von ursprünglich drei Bockwindmühlen erhalten und zugänglich.

Die Kulturdenkmale sind in der Liste der Kulturdenkmale in Kottmar enthalten.

### Naturschutz
- Siehe auch: Liste der Naturdenkmale in Kottmar

### Regelmäßige Veranstaltungen
Seit 1993 findet alljährlich im Ortsteil Eibau Ende Juni der traditionelle Eibauer Bierzug statt. Der Festumzug entlang der Bundesstraße 96 erinnert an den historisch verbürgten Bierstreit zwischen Löbau, Zittau und Görlitz im 17. Jahrhundert.

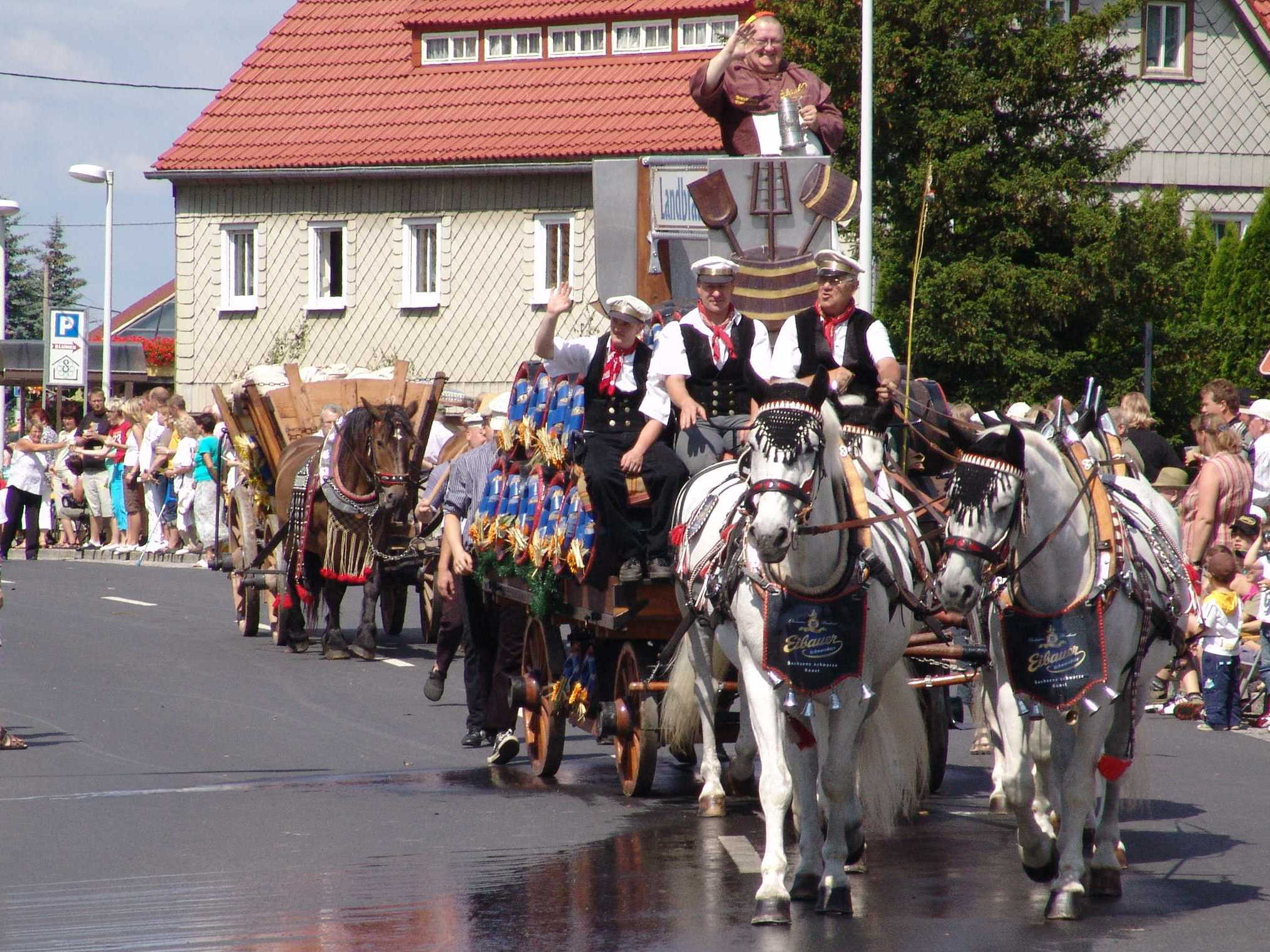
Eibauer Bierzug

Das im Ortsteil Niedercunnersdorf jährlich stattfindende „Cunnerschdurfer Schiss’n“ ist ein dem Jacobimarkt in Neugersdorf vergleichbares Volksfest, deren Tradition auf das Jahr 1839 zurückgeht. Es verzeichnet etwa 20.000 Besucher jährlich.
In Kottmar betreibt „Olli Osterhase“ das Oberlausitzer Osterhasenpostamt.

## Söhne und Töchter der Gemeinde
Eibau:
- Christian August Pescheck (1760–1833), deutscher Arzt und Schriftsteller
- Julius Frühauf (1829–1898), Professor der Nationalökonomie und Reichstagsabgeordneter
- August Israel (1836–1906), Pädagoge
- Hermann Rudolph (1865–1946), deutscher Lehrer und Theosoph
- Martin Weise (1891–1952), Pädagoge
- Arthur Apelt (1907–1993), Dirigent

Obercunnersdorf:
- Karl Eiffler (1896–1974), Maler
- Gerhard Schnitter (* 1939), christlicher Liedermacher und Musiker
- Heinz Leßmann (1903–1983), 1929–1975 evangelischer Pfarrer

Niedercunnersdorf:
- Ernst Wilhelm Leberecht Tempel (1821–1889), Astronom
- Fritz Arlt (1912–2004), NS-Funktionär, beteiligt an „ethnischen Säuberungen“ im besetzten Polen